# Bepröva mig, min Gud
Bepröva mig, min Gud är en psalm skriven av Johannes Nicholas Weagle Wiegel och översattes till svenska av Johan Olof Wallin.
|  |
|  |

## Publicerad i
- 1819 års psalmbok som nr 171 under rubriken "Omvändelsen Kristlig självprövning".[1]